# Landos

Landos este o comună în departamentul Haute-Loire, Franța. În 2009 avea o populație de 912 de locuitori.